# Hidrofília (química)
La hidrofília, del grec (hydros) "aigua" i φιλια (fília) "amic de"; és una propietat física d'una molècula que transitòriament enllaça amb l'aigua (H₂O) mitjançant l'enllaç d'hidrogen. Això és termodinàmicament favorable, i fa a aquestes molècules solubles no només en aigua, sinó també en altres solvents polars. Hi ha parts hidròfobes i hidròfiles en la membrana cel·lular.
Una molècula hidròfila o una part d'aquesta molècula és aquella que de forma típica està carregada polaritzadament i és capaç de tenir enllaços d'hidrogen que li permeten dissoldre's més ràpidament en l'aigua que en dissolvents com l'oli i d'altres que són hidròfobs. Les molècules hidròfiles i hidròfobes són també conegudes com a molècules polars i molècules no polars, respectivament. Algunes substàncies hidròfiles que no es dissolen formen una barreja col·loidal. El sabó és una molècula amfifílica, és a dir que té un cap hidròfil i una cua hidròfoba i això permet que es dissolgui tant en l'aigua com en els greixos i, per tant, és un detergent que pot netejar.
Una regla aproximada de la hidrofilicitat de compostos orgànics és que la solubilitat d'una molècula en l'aigua és més de l'1% en massa si hi ha almenys un grup hidròfil neutre per cada cinc carbonis, o com a mínim un grup hidròfil carregat elèctricament per cada set carbonis.